# Tal der Wölfe – Palästina
Tal der Wölfe – Palästina (Originaltitel: Kurtlar Vadisi Filistin) ist ein Actionfilm des türkischen Regisseurs Zübeyr Şaşmaz aus dem Jahr 2011. Die Handlung knüpft an die erfolgreiche Fernsehserie Tal der Wölfe – Hinterhalt an. Der Film erregte aufgrund seiner antisemitischen Inhalte mediales Aufsehen und wurde von Filmwissenschaftlern und -kritikern als Propagandafilm bezeichnet. 2017 folgte die Fortsetzung Tal der Wölfe – Vaterland.

## Handlung
Tal der Wölfe Palästina greift den Ship-to-Gaza-Zwischenfall auf. Wie schon im Vorgängerfilm dringen Protagonist Polat Alemdar und sein Team nach Israel ein, dieses Mal, um neun getötete türkische Landsmänner zu rächen, indem sie den verantwortlichen Kommandanten Moshe Ben Eliezer umbringen. Jedoch macht ihnen Moshe diese Aufgabe nicht leicht. In der Nebenhandlung des Films macht die amerikanisch-jüdische Reiseführerin Simone Levi eine Wandlung durch, an deren Ende auch sie von der palästinensischen Sache überzeugt ist und sich gegen Moshe wendet.

## Produktion
Die Dreharbeiten zum Film fanden in Tarsus, Adana und İskenderun in der Türkei statt. Die Premiere hätte eigentlich schon am 5. November 2010 stattfinden sollen. Vom ursprünglichen Termin musste die Filmfirma Pana Film allerdings abweichen, weil die Negative zahlreicher Action-Szenen im Labor vernichtet wurden und nachgedreht werden mussten. Die Filmmusik wurde von der Firma Kalan Müzik komponiert. Somit war Gökhan Kırdar, der schon seit sieben Jahren Tal der Wölfes Musik für alle Kinofilme und Serien komponiert hatte, zum ersten Mal nicht tätig.
Für die visuellen Effekte war Mark Meddings zuständig, der schon in Filmen wie Der Soldat James Ryan, Black Hawk Down, Königreich der Himmel und Tal der Wölfe – Irak mitgewirkt hatte.

## Kontroverse um die Veröffentlichung
Die Premiere fand in Europa am 27. Januar 2011 statt. In der Türkei fand die Uraufführung am 28. Januar 2011 statt. Bei der Veröffentlichung in Deutschland gab es zunächst Schwierigkeiten, weil der Film bei der Prüfung des Arbeitsausschusses der FSK am 24. Januar 2011 keine FSK-Kennzeichnung erhielt. Die Begründung war, dass der Film die Wirkungsmacht von Klischees „gezielt und tendenziell verleumderisch einsetzt“ und von einem nationalistischen und gewaltverherrlichenden Tonfall durchzogen sei. Politiker von CDU, SPD, den Grünen und der FDP hatten außerdem darauf hingewiesen, dass der ursprünglich anvisierte Starttermin auf den Holocaust-Gedenktag falle, was „geschmacklos und unverantwortlich“ sei. Nachdem der deutsche Filmverleih Pera-Film Einspruch gegen die FSK-Entscheidung eingelegt hatte, beschloss die FSK am 27. Januar 2011 in der Prüfung des Hauptausschusses (2. Instanz), den Film mit dem FSK-Kennzeichen „Keine Jugendfreigabe“ (KJ) zu kennzeichnen. Somit konnte der Film in Deutschland für Kinobesucher ab 18 Jahren gezeigt werden und wurde von etlichen Kinos ins Programm aufgenommen. In Kassel und Konstanz wurde der Film nach Protesten vorzeitig abgesetzt.

### Antisemitismus
Die Kinos wurden von verschiedener Seite für die Entscheidung kritisiert, den Film zu zeigen. Der Koordinierungsrat der deutschen Nichtregierungsorganisationen gegen den Antisemitismus beklagte, dass der Film „antiamerikanische, antiisraelische und antisemitische Stereotyp-Bilder mit volksverhetzendem Charakter zeigt, die sich nicht nur gegen Israel, sondern, unter Verwendung von Konstruktionen, die an mittelalterliche Ritualmordvorwürfe erinnern, auch gegen Juden im Allgemeinen wenden, also mittelbar auch gegen die in Deutschland lebenden Juden“. Das Bündnis gegen Antisemitismus Kassel (BgA) bezeichnete den Film als „antisemitischen Machwerk“ und forderte die Kinokette Cinestar auf, den Film sofort abzusetzen. Der türkischstämmige integrationspolitische Sprecher der FDP-Bundestagsfraktion, Serkan Tören, forderte die sofortige Absetzung des Films, der rassistisches, antiwestliches und antisemitisches Gedankengut bediene und „auf jugendliche Migranten extrem sozial desorientierend“ wirke. In Österreich erstattete der Bundesverband der Israelitischen Kultusgemeinden (IKG) in Wien Strafanzeige wegen Volksverhetzung.
Der Film wurde auch in der Presse und Filmkritik durchgehend als antisemitisch bezeichnet. In der Welt sprach Richard Herzinger von einem „dritten Teil einer von aggressiver nationalistischer Ideologie geprägten Action-Film-Reihe“, die „perfide ideologische Indoktrination“ beinhaltet. Die im Film dargestellten jüdischen Charaktere seien auf Basis aller bekannten antisemitischen Ressentiments gezeichnet. Die Türken hingegen würden als „ein ebenso moralisch integeres wie starkes Rettervolk der unterjochten Muslime in aller Welt“ angesehen. Der Filmkritiker und -wissenschaftler Daniel Kothenschulte sprach in der Frankfurter Rundschau von einem „üblen Propagandafilm“. Regisseur Zübeyr Sasmaz stachele einen „offensichtlich in der Türkei weit verbreiteten Antisemitismus“ an. In seinen „grotesken Übertreibungen“ müsse dieser ärgerliche Film auch Kritikern der israelischen Gaza- und Siedlungspolitik ein Dorn im Auge sein. Jürgen Gottschlich schrieb in der tageszeitung, der Film sei in erster Linie lächerlich: Der Film ist antisemitisch, und er ist antiisraelisch, aber er ist viel zu platt, um ein suggestives Moment zu entwickeln. Der Film sei „zu schlecht, um wirklich bösartige Wirkung entfalten zu können“. Dies erinnere an die türkische Außenpolitik: Immer wenn Ankara glaubt, sich als Vormacht des Nahen Ostens und der gesamten islamischen Welt aufspielen zu können, wirkt das schnell ein wenig lächerlich, genauso lächerlich wie dieser Propagandafilm.
Bert Rebhandl verglich die Produktion auf der Onlineseite der Filmzeitschrift Cargo mit dem NS-Propagandafilm Jud Süß von Veit Harlan. Der Film sei „eine Schande für die Türkei, für das Kino [...] und für das palästinensische Volk eine Zumutung, weil es sich gegen diese Vereinnahmung nicht wehren“ könne. Christoph Petersen schrieb auf Filmstarts.de, Tal der Wölfe sei „ein vordergründiges Machwerk, das sich derselben Stilmittel bedient, die auch die Nationalsozialisten schon zur antisemitischen Stimmungsmache verwendet haben“.

## Filmkritiken
„Tal der lahmen Enten: Als Actionfilm ein mittelprächtiger Knallfrosch auf dem Niveau einer Spätneunziger-Videopremiere. Für einen Propagandafilm von bemerkenswerter, fast schon sympathischer geistiger Schlichtheit. Alles in allem ein bizarrer Wannabe-Skandalfilm, sehenswert allein aus filmwissenschaftlichen Gründen. Oder aber als – aus islamischem Blickwinkel – nicht ganz unlegitime Retourkutsche für unzählige von Israelis produzierten B-Actionfilmen mit nicht gerade differenzierter Darstellung von bärtigen Muslimen als Fanatiker, Terroristen und finstere Bösewichte.“

„In Rambo II machte sich der aggressive Nationalismus der Reagan-Ära als revanchistischer Vietnamfilm Luft. In Tal der Wölfe will es der türkische Nationalismus mit seiner islamistischen Schlagseite unter Erdoğan mal richtig krachen lassen.“

## Auszeichnungen
- 2011: Box Office Germany Award für 1000 Kinozuschauer pro Kopie.